# 비부티 로이

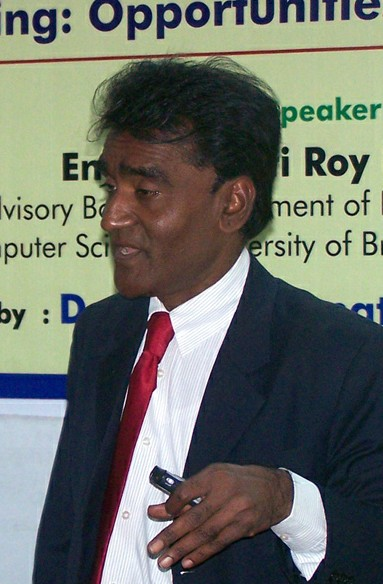

비부티 로이(Bibhuti Roy)는 엔지니어이자 교수다. 브레멘 대학교 컴퓨터 공학과 연구원이자 국제 대학의 객원 교수이다.
로이는 동파키스탄에서 태어났다. 과학 학사를 취득하고 브레멘 대학교에서 대학원 공부를 계속했다. 박사 학위를 받았다. 공학에서도 받았다.
비부티 로이는 천안시한국기술교육대학교의 연구 고문이었다.